# Буйлесан
Буйлеса́н (рос. Буйлэсан) — село у складі Ононського району Забайкальського краю, Росія. Адміністративний центр Буйлесанського сільського поселення.

## Населення
Населення — 472 особи (2010; 647 у 2002).
Національний склад (станом на 2002 рік):
- росіяни — 81 %